# Хайнрих XVI фон Вайда
Хайнрих XVI фон Вайда „Стари“ (на немски: Heinrich XVI, Herr von Weida & zu Hartenstein „der Alte“; † между 6 юни 1452 и 3 юни 1454) от фамилията Ройс е фогт на Вайда (1404 – 1454) в Тюрингия и Хартенщайн в Саксония.
Той е син на Хайнрих XV/XVI фон Вайда († пр. 23 септември 1404), фогт на Вайда (1387/1389 – 1404) и съпругата му Анна фон дер Даме († сл. 1414), дъщеря на Ханс фон дер Даме († 1406) и Анна Берка фон Дуб-Лайпа († сл. 1406). Внук е на фогт Хайнрих XIII/XIV 'Червения' († 1387/1389) и съпругата му Маргарета фон Утенхофен († 1376).
Братята му са Хайнрих XVIII/XIX фон Вайда „Млади" († 1462), господар на Вайда, Равенщайн и Берга, и Хайнрих XVII фон Вайда „Средния“ († сл. 1426), господар на Вайда и Ауербах. Сестра му Елизабет († 1404/или сл. 1418) се омъжва за Гебхард фон Кверфурт-Танроде († 1418).

## Фамилия
Хайнрих XVI фон Вайда „Стари“ се жени пр. 1410 г. за Анна († сл. 14 април 1442). Те имат три деца: 
- Анна фон Вайда, омъжена 1428 г. за Ханс фон Торгау, господар на Цосен и дворец Требин († 10 май 1431/20 май 1433), син на Ханс фон Торгау-Цосен († сл. 1413)
- Хайнрих IX фон Вайда († сл. 1442)
- дъщеря († сл. 1445)